# Magizomer
A magizomer az atommag – egy vagy több nukleonjának (protonjának vagy neutronjának) gerjesztése révén keletkező – metastabil állapota. A metastabil jelző arra utal, hogy ezen gerjesztett állapotok felezési ideje 100–1000-szer is hosszabb lehet azon gerjesztett állapotokéhoz képest, melyek „azonnal” (nagyságrendileg rendszerint 10−12 másodperc alatt) elbomlanak. A „metastabil” jelzőt emiatt többnyire csak olyan izomerek esetén használják, melyek felezési ideje legalább 10−9 másodperc. Egyes források a metastabil állapot és a normál „prompt” gamma-sugárzó gerjesztett állapotok közötti határként az 5·10−9 másodperces felezési időt javasolják.
Esetenként ennél jóval hosszabb felezési idő – perc, óra, év – is előfordulhat, sőt, egy olyan izomer, a 180m73Ta is ismert, melynek annyira hosszú (legalább 1015 év) a felezési ideje, hogy még nem észlelték a bomlását. A metastabil állapot gamma-bomlását olykor izomer átmenetnek nevezik, de ez a folyamat az anyamag viszonylag hosszú élettartamát leszámítva minden egyéb vonatkozásban azonos a rövid élettartamú gamma-bomlással. A magizomerek (metastabil állapotok) hosszabb felezési ideje gyakran az alapállapot eléréséhez szükséges nagy magspinváltozás eredménye, ami ezt az átmenetet tiltottá teszi, így a bomlás késleltetve megy csak végbe. Az emissziót késleltető egyéb okok – például hogy az elérhető bomlási energia kicsi vagy nagy-e – is befolyásolja a felezési időt.
Az első magizomert (urán X2/urán Z rendszer, mai nevén 234m91Pa/23491Pa) Otto Hahn fedezte fel 1921-ben.

## Atommag
A nem gerjesztett, úgynevezett alapállapotban levő atommaghoz képest a magizomer atommagja nagyobb energiájú állapotban van. Gerjesztett állapotban az atommag egy vagy több protonja vagy neutronja a szabad, alacsonyabb energiájú magpályánál nagyobb energiájú pályát foglal el. Ezek az állapotok az atom gerjesztett elektronállapotaival analógok.
A gerjesztett elektronállapot fluoreszcencia révén bomlik el, mely többnyire a látható fényhez közeli hullámhosszú sugárzás kibocsátásával jár. Ezzel szemben az atommagbeli folyamatok nagyobb energiája miatt a gerjesztett magállapotok gamma-sugárzással bomlanak el. Az orvosi diagnosztikában használt 6 óra felezési idejű technécium-99m magizomer például 140 kiloelektronvolt energiájú gamma-sugárzást bocsát ki (ez az energia közel van az orvosi röntgenkészülékek által használthoz).
A magizomerek hosszú felezési ideje annak a következménye, hogy a gamma-bomlás a magspinben beálló nagymértékű változás miatt (nem abszolút, hanem relatív értelemben) tiltott. A Ta-180m spinje például −9, és gamma-bomlással a +1-es spinű Ta-180-ná alakul. Hasonlóan a Tc-99m spinje +1/2, melyből gamma-bomlással a +9/2 spinű Tc-99 keletkezik.

## Belső konverzió
A metastabil izomerek belső konverzió révén is elbomolhatnak – e folyamat során a mag gerjesztési energiája nem gamma-sugárzás formájában távozik, hanem az atom egyik belsőbb héján található elektronjának adódik át, így az nagy energiával és sebességgel kilökődik. Ez azért lehetséges, mert a belső héjelektronok behatolnak az atommagba is, és ott a protonok átrendeződése során változó erős elektromos mezővel kölcsönhatásba léphetnek. Olyan atommagok esetében, melyek energiája a stabilistól távol esik, további más bomlási módok is ismertek.

## Metastabil izomerek
Metastabil izomerek magfúzió vagy más magreakció során keletkezhetnek. Az így létrejövő atommag általában gerjesztett állapotú, mely egy vagy több gamma-foton vagy konverziós elektron kibocsátásával kerül alapállapotba. Néha azonban előfordul, hogy az egészen az alapállapotba történő legerjesztődés nem megy gyorsan végbe. Ez rendszerint azért történik, mert a mag olyan köztes gerjesztett állapotba kerül, melynek spinje jelentősen különbözik az alapállapotétól. A gamma-foton kibocsátása sokkal lassabb („gátolt”), ha az emisszió utáni és az emisszió előtti állapotok nagyon különbözőek, különösen, ha a gerjesztési energia kicsi. Ilyen esetben ezért a gerjesztett állapot jó eséllyel metastabil lesz, hacsak nincs a magnak köztes spinű, kisebb gerjesztési energiájú állapota.
Egy adott izotóp metastabil izomerjeit rendszerint „m”-mel (vagy ha az izotópnak több izomerje is van, m1, m2, m3 stb.-vel) jelöljük. A jelölés az atom tömegszáma után írandó, például kobalt-58m (röviden 58m27Co, ahol a 27 a kobalt rendszáma). A növekvő m1, m2 stb. indexek az egyes izomer állapotok növekvő gerjesztési energiája szerint követik egymást (például hafnium-177m2 vagy 172m272Hf.
Másik típusú metastabil magállapot (izomer) a hasadási izomer vagy alakizomer. A legtöbb aktinoida mag alapállapotban nem gömbszerű, hanem forgásellipszoid – megnyúlt – alakú, az egyik tengelye hosszabb, mint a másik (hasonló, bár kevésbé elnyújtott, mint a rögbilabda).[forrás?] Némelyiknek létezhet olyan kvantummechanikai állapota, melyben a protonok és neutronok eloszlása még távolabb esik a gömbszimmetrikustól (valóban annyira nem gömbszerű, mint a rögbilabda), olyannyira, hogy ez az alapállapotba történő visszajutást nagyon megnehezíti. Általában az ilyen állapotok vagy legerjesztődnek (noha a szokásos gerjesztett állapotnál jóval lassabban) és visszajutnak alapállapotba, vagy nano- vagy mikromásodperc nagyságrendű felezési idővel spontán maghasadást szenvednek – ami ugyan nagyon rövid idő, de a szokásos gerjesztett állapotok élettartamánál több nagyságrenddel hosszabb. A hasadási izomereket általában „m” helyett „f”-fel jelölik, például a plutónium-240 hasadási izomerjének jele plutónium-240f vagy 240f94Pu.

## Majdnem stabil izomerek
A gerjesztett magállapotok túlnyomó többsége rendkívül instabil, és a fölös energiát azonnal (nagyságrendileg 10−12 másodperc alatt) kisugározza. Emiatt az izomer kifejezést csak a 10−9 másodperces vagy annál hosszabb felezési idejű esetekre használják. A kvantummechanika szerint bizonyos fajta atomoknak még ebben a szűkebb értelemben is lehetnek szokatlanul hosszú felezési idejű, érdekes tulajdonságokkal rendelkező izomerjei. Stabil izomer definíció szerint nem létezik, némelyik izomer azonban annyira hosszú élettartamú, hogy majdnem stabilnak tekinthető, így vizsgálatokhoz is elegendő mennyiségben elő lehet állítani.
A természetben előforduló legstabilabb magizomer a 180m73Ta, mely minden tantálmintának mintegy 1/8300-ad részét alkotja. Felezési ideje legalább 1015 év, ami jóval több, mint a világmindenség kora. Ez a kitüntetett stabilitás annak köszönhető, hogy az izomer állapot gerjesztési energiája kicsi, és mind a gamma-sugárzással 18073Ta alapállapotba történő legerjesztődés (mely önmaga radioaktív, béta-bomlásának felezési ideje csak 8 óra), mind a hafniummá vagy volfrámmá történő közvetlen béta-bomlás – a spinek különbözősége miatt – tiltott. Az izomer eredete nem tisztázott, de úgy gondolják, hogy (a többi nehéz elemhez hasonlóan) a szupernóvákban keletkezhetett. Alapállapotba kerülésekor 75 keV energiájú fotont bocsát ki.
Elsőként Collins számolt be róla 1988-ban hogy gyengébb röntgensugárzással kikényszeríthető, hogy a 180m73Ta leadja az energiáját. Ezt az állítást 11 év vita után 1999-ben igazolták Belic és munkatársai a stuttgarti magfizikai csoportban.
Másik meglehetősen stabil magizomer a (31 éves felezési idejű) 178m272Hf, a hasonlóan hosszú felezési idejű magizomerek közül ennek az izomernek a legnagyobb a gerjesztési energiája. Egy gramm tiszta 178m272Hf körülbelül 1,33 gigajoule energiát tartalmaz, ami 315 kg TNT robbanásának felel meg. Továbbá a 178m272Hf természetes bomlása során az energia 2,45 MeV összenergiájú gamma-sugárzás formájában szabadul fel. Mint a 180m73Ta esetében, itt is léteznek vitatott beszámolók arról, hogy a 178m272Hf képes indukált emisszióra, ezért az anyagot vizsgálják mint potenciális gamma-lézer forrást. Ezen beszámolók szerint az energia leadása nagyon gyors, így a 178m272Hf rendkívül nagy (exawatt nagyságrendű) teljesítmény leadására képes. Más izomereket is vizsgálnak mint lehetséges indukált emissziójú gamma-sugárforrást.
A holmiumnak van egy érdekes magizomerje, a 166m167Ho (felezési ideje 1200 év), mely majdnem a leghosszabb élettartamú az összes holmium radionuklid közül (csak a 16367Ho felezési ideje hosszabb, 4570 év).
A 22990Th rendkívül kis energiájú metastabil izomerrel rendelkezik, spektroszkópiai mérések alapján számítva a gerjesztési energia mindössze 7,6 ± 0,5 elektronvolt, ennek az állapotnak a közvetlen bomlását azonban még nem figyelték meg. Ha ez az izomer elbomlana, akkor a fellépő gamma-sugárzás (melyet a keletkezés helye alapján, nem pedig energiája alapján definiálunk így) az ultraibolya tartományba esne. Ezeket az „ultraibolya gamma-sugarakat” egyszer már felfedezni vélték, de azóta megállapították, hogy ez a nagyobb energiájú sugárzás hatására gerjesztett nitrogéngáztól származik.

## Nagy spinváltozás miatti késleltetett bomlás
A gerjesztett magok késleltetett gamma-bomlásának, és így a mag metastabil izomerjeinek létezését lehetővé tevő legfőbb mechanizmusa az, hogy a gerjesztett állapotból nincs olyan bomlási út, amely a mag impulzusmomentumát (bármely irányban) a leggyakoribb 1 {\displaystyle \hbar } kvantumegységnyi spin impulzusmomentummal változtatná meg. A gamma-foton kibocsátásához ekkora szükséges, mivel a foton ebben a rendszerben kifejezve 1 egységnyi spinnel rendelkezik. Az impulzusmomentum egyszerre 2, 3, 4 vagy több egységgel történő változása is lehetséges (a kibocsátott fotonok viszik el a többletet), de minden egyes plusz egység mintegy 5 nagyságrenddel kisebb bomlási sebességet jelent. A legnagyobb ismert spinváltozással – 8 egységgel – a Ta-180m bomlása jár, ami az 1 egységgel történő változáshoz képest 1035-ször lassabb bomlást jelent, így ennek felezési ideje a gamma-bomlásokra jellemző 10−12  másodperc helyett több mint 1023 másodperc, azaz legalább 3·1015 év, ezért ezt a bomlást még nem sikerült megfigyelni.

## Felhasználás
Egy időben fontolóra vették a hafnium és a tantál[forrás?] izomerjeinek – indukált erős gamma-sugárzás kibocsátására képes – fegyverként történő felhasználását, mivel ez nem esik az atomsorompó szerződés hatálya alá. A DARPA egyik programja a két magizomer ilyen célú felhasználásával foglalkozik (vagy foglalkozott). Még nincs döntő válasz arra a kérdésre, hogy lehetséges-e az izotópok energiáját vezérelten, hirtelen felszabadítani – ami az ilyen fegyverekben történő felhasználás előfeltétele lenne. Mindenesetre alakítottak egy 12-tagú bizottságot (Hafnium Isomer Production Panel, HIPP), hogy megvizsgálják az izotóp tömegtermelésének lehetőségeit.
A technécium 99m43Tc és 95m43Tc izomerjeit (felezési idejük rendre 6,01 óra, illetve 61 nap) a nukleáris medicinában és az iparban alkalmazzák.

### Nukleáris elemek

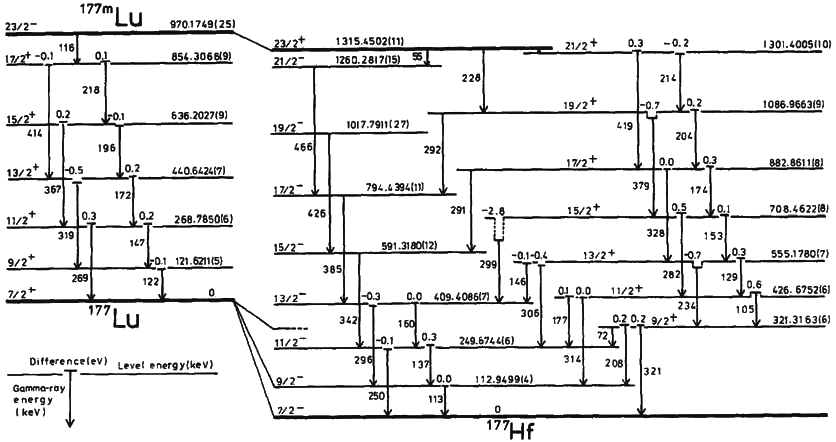
A lutécium magizomerek energiaszintjei

A fejlesztés alatt álló nukleáris elemekben kis (milligramm vagy mikrocurie) mennyiségű, de nagy energiasűrűségű radioizotópot használnak. Az egyik tervezetben a radioaktív anyag egy p és n típusú szomszédos szilíciumrétegeket tartalmazó eszköz tetején foglal helyet, így az ionizáló sugárzás közvetlenül a félvezetőbe hatol és ott elektron–lyuk párokat kelt. A magizomerekkel ki lehetne váltani más izotópokat, és további fejlesztéssel talán lehetővé válhat, hogy szükség szerint ki és be lehessen kapcsolni őket. Ilyen felhasználásra jelenleg többek között az 108Ag, 166Ho, 177Lu és 241Am látszik alkalmasnak. 2004-ben a 180mTa volt az egyetlen izomer, melyet sikeresen ki/be tudtak kapcsolni, ám ehhez nagyobb energiájú fotonra volt szükség, mint amennyit a magizomerből fel lehet szabadítani.
Az izotópok, például a 177Lu hasadása során a mag belső energiaszintjein keresztül történő legerjesztődés révén gamma-sugárzás szabadul fel, és úgy vélik, hogy a hatáskeresztmetszet megfelelő pontosságú megismerésével lehetővé válik, hogy a legerősebb robbanóanyagoknál vagy egyéb hagyományos kémiai energiatároló rendszereknél 106-szor koncentráltabb energiaforrást hozzanak létre.

## Bomlási folyamatok
A magizomerek alacsonyabb energiájú állapotba kétféle izomer átmenettel juthatnak:
1. γ(gamma)-emisszióval (nagy energiájú foton kibocsátásával)
2. belső konverzióval (az energia az atom ionizációjára fordítódik)

Az izomerek más elemre is bomolhatnak, de a bomlás sebessége az egyes izomerek esetén eltérő lehet. A 177mLu például 160,4 napos felezési idejű béta-bomlással 177Hf-re bomlik, vagy 160,4 napos felezési idejű belső átmenettel 177Lu-té alakul, mely maga is radioaktív, és 6,68 nap felezési idővel, béta-bomlás révén  177Hf-té alakul.
Az izomer átmenet a radioaktív bomlás egyik fajtája, melynek során gamma-sugárzás lép ki egy olyan atomból, melynek magja gerjesztett, metastabil állapotban van. Az ilyen metastabil gerjesztett állapotot magizomernek nevezzük.
A gamma-sugárzás kibocsátásával a gerjesztett állapotú mag energiát veszít, így alacsonyabb energiájú állapotba kerül – ez akár az alapállapota is lehet. Bizonyos esetekben a magreakció vagy más radioaktív bomlás utáni gerjesztett állapot felezési ideje az átlagos 10−12 másodperc 100–1000-szerese is lehet, az ilyen gerjesztett állapotot metastabil gerjesztett állapotnak nevezik. Egyes atommagok percekig, órákig, napokig, vagy olykor akár még sokkal hosszabb ideig is ebben a metastabil állapotban maradnak, mielőtt gamma-bomlást szenvednek.
Az izomer átmenet (azaz a magizomer gamma-bomlása) tehát hasonlít bármely gerjesztett állapotú atommag gamma-emissziójához, a különbség csak annyi, hogy ebben a folyamatban hosszabb felezési idejű gerjesztett metastabil állapotú atommag vesz részt. Ez az állapot – bármely más, gamma-bomlást mutató atommaghoz hasonlóan – alfa- vagy béta-bomlás, esetleg más típusú részecske kibocsátása után jön létre, ha a részecske kilépése után a mag gerjesztett állapotban marad.
A gamma-foton energiája közvetlenül átadódhat az egyik legerősebben kötött héjelektronnak, melynek következtében az elektron kilép az atomból. Ezt a folyamatot fotoeffektusnak nevezzük, és nem keverendő össze a belső konverzióval, annak során ugyanis még átmenetileg sem keletkezik gamma-foton.

## Fordítás
Ez a szócikk részben vagy egészben  a   Nuclear isomer című angol Wikipédia-szócikk ezen változatának fordításán alapul.  Az eredeti cikk szerkesztőit annak laptörténete sorolja fel. Ez a jelzés csupán a megfogalmazás eredetét és a szerzői jogokat jelzi, nem szolgál a cikkben szereplő információk forrásmegjelöléseként.

## További olvasnivalók
- Research group which presented initial claims of hafnium nuclear isomer de-excitation control. Archiválva 2009. február 25-i dátummal a Wayback Machine-ben – The Center for Quantum Electronics, The University of Texas at Dallas.
- JASON Defense Advisory Group report on high energy nuclear materials mentioned in the Washington Post story above
- Bertram Schwarzschild (2004. május 1.). „Conflicting Results on a Long-Lived Nuclear Isomer of Hafnium Have Wider Implications”. Physics Today, 21. o. login required?
- Confidence for Hafnium Isomer Triggering in 2006. – The Center for Quantum Electronics, The University of Texas at Dallas.
- Reprints of articles about nuclear isomers in peer reviewed journals. – The Center for Quantum Electronics, The University of Texas at Dallas.